# 荒井弥栄
荒井 弥栄（あらい やえ、1967年3月5日 ）は、日本の英語教育者。国際人育成の為のエグゼクティブトレーナー・中央学院大学商学部講師（英語）・おもてなし接客英会話第一人者・コラムニスト・経営者・中小企業コンサルタント。元日本航空国際線キャビンアテンダント。学位は経営学修士（専門職）（グロービス経営大学院大学・2018年卒）。ハーバードビジネススクール行動経済学クラス修了。アメリカKellogg Business School とスイスIMD において交渉クラス修了。東京都出身。血液型はA型。株式会社オフィスグレース・代表取締役社長　行動経済学会会員

## 人物
大学在学中に日本航空国際線客室乗務員採用試験に合格・1998年12月入社。
高校生までは得意な芸事を活かし宝塚音楽学校受験を目指し、バレエ・声楽・日舞・ピアノのレッスンに励む日々であったが、娘役志望には身長が高くなりすぎ、宝塚音楽学校受験を断念。
その後大学に進学し、英語を専攻する。母が東京オリンピックで英語オペレーターを務めるほど英語堪能で、英語塾を経営していたこともあり、幼い頃から英語に親しんでいた。日本航空で10年以上世界中をフライトした後に、学習塾PFアカデミーに勤務。2009年12月週刊朝日創刊以来の素人女性コラムニストに抜擢され、1ページ全面で異例の1年5ヶ月間（70回）Yaeのビューティフル英語脳を連載。連載中にその「普通の文章も面白く書ける英語のプロ」として出版社から声がかかり、書籍出版。
「短期間で必ず成果を出す講師」として知れ渡り、塾でのレッスンは常に2年先まで満杯。（医学部・薬学部・難関外国語学科受験希望生のみ担当）2014年2月までで退陣。
2011年12月、Office Grace設立。各界の著名人・企業の取締役クラス・医師などのエグゼクティブに特化した半年間完成プログラムで、英語だけでなく国際人として世界に出ていくためのマナーや交渉事についてまでレッスンするエグゼクティブトレーナーとなる。
2012年4月には医学界最大の学会と言われる日本医学放射線学会総会でも講演をする。ボランティア活動（動物愛護・人）にも積極的で、定期的に被災地福島県に通う。
趣味は、茶道、ゴルフ

## 講演・研修
- 能率協会「グローバルコミュニケーション」講演
- カネボウ化粧品SENSAI販売員研修

- グロービス経営大学院仙台校「グローバルコミュニケーション」
- シチズンズカレッジ銀座「グローバルコミュニケーション～伝わる英会話～」
- 東京都主催「外国人おもてなし語学ボランティア講座」
- 日本最大手印刷会社
- 富士通
- ミシュラン三ツ星レストラン　ジョエル・ロブション
- 千葉大学
- TOEIC運営実施財団法人IIBC
- グロービス経営大学院
- 国内大手ホテルチェーン　接客英会話研修
- 国内大手旅行会社　接客英会話研修
- 国内大手飲食チェーン店　接客英会話研修
- 日本医学放射線学会総会
- 日本ロータリークラブ
- ライオンズクラブ
- ANAインターコンチネンタルホテル
- 大手国内航空会社
- 国内大手外資系ホテル
- 国内外資系化粧品会社
- 国内保険協会

## インタビュー記事・テレビ出演・ラジオ出演
★光文社STORY2019年3月号　巻頭2ページ特集「未来は女の掌の中に」
★BSフジ「Wake Your Dream～英語で開く夢への扉～」2017年7月1・8日
★2017年3月　@DIME
「これさえ押さえればOK! 初心者でもうまくいく接客英語のコツ」　http://dime.jp/genre/357042/
「覚えておきたい海外旅行で使える7つの英会話フレーズ」　http://dime.jp/genre/357379/
★渋谷のラジオ87.6MHz FM　2017年3月
★TBS「好きか嫌いか言う時間」
★テレビ朝日　「お願いランキング！」
★東京MXTV 20時ニュース　特集「おもてなしの心が伝わる英会話」
https://www.youtube.com/watch?v=HRDJkWw2348&feature=youtu.be
★東洋経済　「最強の英語」
★マイナビニュース
★報知新聞
★日経Bizアカデミー　語学達人への道
★AERA ENGLISH 　美しい英語の達人
★English Journal 　
★みみたこ（フジテレビ）
★キス濱ラーニング（テレビ朝日）

## 著書
- ビジネスで信頼される　ファーストクラスの英会話（祥伝社黄金文庫）2010年8月
- 元国際線キャビンアテンダントが教える　世界に通じるきれいな英会話（中経出版）2011年2月
- 元国際線CAが教える　日本人が知らないシンプル英会話（大和文庫）2013年4月
- ファーストクラスの英会話(電話・メール・接待・交渉編)(祥伝社黄金文庫)2014年8月
- 現場で本当に使える接客英会話（西東社）2016年1月
- イラストで解る！英語で日本のしきたりと文化を伝える本（二見書房）2016年8月
- かんたんなのに90日で差がつく　ちゃんと相手にしてもらえる英会話（小学館）2017年7月12日
- 成果を手にするビジネス英会話（すばる舎）2018年8月

## 連載
- 東洋経済オンライン　2015年6月～8月

　　　「元JAL CAが教える　60日間集中講座　好かれるビジネス英語術」
　https://toyokeizai.net/category/businessenglish
- TOEIC運営実施財団法人IIBC　　2013年10月～2016年11月　「「荒井弥栄のTopflight Global Person」　http://webmagazine-globalmanager.com/contents/arai/
- 週刊朝日コラム　2009年12月～2011年6月